# Рнич, Милош
Милош Рнич (серб. Милош Рнић / Miloš Rnić; род. 24 января 1989, Белград) — сербский футболист, защитник.

## Клубная карьера
Долгое время играл за клуб третьего дивизиона Сербии «Раднички», а в 2012 году перебрался в клуб сильнейшего дивизиона «Нови Пазар», став там основным защитником.
В январе 2013 года перешёл в «Минск». В составе «Минска» играл обычно на позиции левого защитника, где чередовался с Юрием Остроухом. 8 августа 2013 года в ответственном матче 3-го квалификационного раунда Лиги Европы против «Сент-Джонстона» отметился голом, который позволил «Минску» пройти в следующий раунд.
В январе 2014 года продлил контракт с минским клубом. В сезоне 2014 уже прочно выступал на позиции левого защитника, сумев вытеснить оттуда Остроуха. В июне того же года отправился на просмотр в владивостокскую «Луч-Энергию», но вскоре вернулся в «Минск». В июле 2014 года контракт с минским клубом был разорван.
В августе 2014 года вернулся в Сербию, став игроком клуба «Доньи Срем», но скоро перебрался в «Раднички» из Крагуеваца. За «Раднички» сыграл всего в пяти матчах, и в конце 2014 года покинул клуб. Первую половину 2015 года оставался без клуба, а летом присоединился к «Металацу».

## Достижения
- Обладатель Кубка Беларусиː 2012/13